# Seattle Film Critics Society
La Sociedad de Críticos de Cine de Seattle (SFCS), fundada en 2016, es una organización de críticos de cine de 36 periodistas de prensa, radio, televisión e Internet de publicaciones con sede en Seattle y áreas circundantes del estado de Washington. Los miembros actuales incluyen a Moira Macdonald de The Seattle Times, David Chen de /Film, Kathy Fennessy, Sara Michelle Fetters de MovieFreak.com y Seattle Gay News, Adam Gehrke de CinemaSquabble y Michael Medved de The Michael Medved Show.

## Miembros
- Miembro Emérito: Moira Macdonald

- Erik Samdahl – Presidente
- Matt Oakes – Vicepresidente
- Steve Reeder – Tesorero
- Warren Cantrell – Secretario
- Sara Michelle Fetters – Coordinadora de Premios
- Mike Ward – Coordinador de Membresía / Fundador
- John Reviewer – Director de comunicaciones
- Caless Davis – Fideicomisario
- Kathy Fennessy – Fideicomisario
- Marc Morin – Fideicomisario
- Allen A. Almachar
- Greg Arietta
- Taylor Baker
- Josh Bis
- Paul Carlson
- David Chen
- Michael Clawson
- Adam Gehrke
- Sean Gilman
- Tim Hall
- Joe Hammerschmidt
- Chase Hutchinson
- Calvin Kemph
- Silas Lindenstein
- Matt Lynch
- Brent McKnight
- Candice McMillan
- Michael Medved
- Justin Moore
- Ryan Oliver
- Matt Rooney
- Rene Sanchez
- Brian Taibl
- Tom Tangney
- Aaron White
- Member Emeritus: Moira Macdonald

## Categorías
- Premio de la Sociedad de Críticos de Cine de Seattle a la Mejor película
- Premio de la Sociedad de Críticos de Cine de Seattle al Mejor Director
- Premio de la Sociedad de Críticos de Cine de Seattle al Mejor Actor
- Premio de la Sociedad de Críticos de Cine de Seattle a la Mejor actriz
- Premio de la Sociedad de Críticos de Cine de Seattle al Mejor Actor de Reparto
- Premio de la Sociedad de Críticos de Cine de Seattle a la Mejor actriz de reparto
- Premio de la Sociedad de Críticos de Cine de Seattle al Mejor Reparto
- Premio de la Sociedad de Críticos de Cine de Seattle a la Mejor coreografía de acción
- Premio de la Sociedad de Críticos de Cine de Seattle al Mejor guion
- Premio de la Sociedad de Críticos de Cine de Seattle a la Mejor película animada
- Premio de la Sociedad de Críticos de Cine de Seattle a la Mejor Película Documental
- Premio de la Sociedad de Críticos de Cine de Seattle a la Mejor película en lengua extranjera
- Premio de la Sociedad de Críticos de Cine de Seattle a la Mejor fotografía
- Premio de la Sociedad de Críticos de Cine de Seattle al Mejor diseño de vestuario
- Premio de la Sociedad de Críticos de Cine de Seattle a la Mejor edición cinematográfica
- Premio de la Sociedad de Críticos de Cine de Seattle a la Mejor banda sonora original
- Premio de la Sociedad de Críticos de Cine de Seattle al Mejor Diseño de Producción
- Premio de la Sociedad de Críticos de Cine de Seattle a los Mejores efectos visuales
- Premio de la Sociedad de Críticos de Cine de Seattle a la Mejor Actuación Juvenil
- Premio de la Sociedad de Críticos de Cine de Seattle al Mejor antagonista

## Información de la ceremonia
| Fechas                  | Fechas                  | Estadísticas – Nominaciones / Victorias | Estadísticas – Nominaciones / Victorias |
| 21 de diciembre de 2016 | 5 de enero de 2017      | La La Land / Moonlight (10)             | Moonlight (6)                           |
| 11 de diciembre de 2017 | 18 de diciembre de 2017 | Blade Runner 2049 (8)                   | Lady Bird / Phantom Thread (3)          |
| 10 de diciembre de 2018 | 17 de diciembre de 2018 | The Favourite (11)                      | Roma (4)                                |
| 9 de diciembre de 2019  | 16 de diciembre de 2019 | The Irishman (10)                       | Parasite (5)                            |
| 8 de febrero de 2021    | 15 de febrero de 2021   | Minari (8)                              | Nomadland (5)                           |
| 10 de enero de 2022     | 17 de enero de 2022     | The Power of the Dog (11)               | Drive My Car (4)                        |